# Studia Śląskie
Studia Śląskie – czasopismo naukowe ukazujące się od 1949 w Poznaniu (w „Przeglądzie Zachodnim”), a od 1958 w sposób ciągły w Opolu (Seria Nowa). Wydawcą od 1958 jest Instytut Śląski. Publikowane są w nim artykuły naukowe, recenzje, materiały o charakterze interdyscyplinarnym (historia, politologia, socjologia). Założycielem obu serii jest prof. dr hab. Seweryn Wysłouch.

## Studia Śląskie w „Przeglądzie Zachodnim” (1949–1953)
W latach 1949–1953 ukazały się opracowane w Instytucie Śląskim we Wrocławiu (Wrocławskim Oddziale Instytutu Zachodniego) pod redakcją prof. Seweryna Wysłoucha trzy tomy Studiów Śląskich, jako tematyczne zeszyty „Przeglądu Zachodniego”, wydawanego przez Instytut Zachodni w Poznaniu:
1. R. 5: 1949, z. 5–6,
2. R. 6: 1950, z. 7–8,
3. R. 8: 1952, zesz. dodatkowy (wyd. 1953).

## Seria Nowa (od 1958)
Do idei wydawania pisma naukowego poświęconego najnowszym dziejom politycznym, społeczno-gospodarczym oraz problemom narodowościowym i dziejom ustroju i prawa w XIX i XX w. prof. Wysłouch powrócił po utworzeniu w 1957 r. Instytutu Śląskiego w Opolu, reaktywując w jego ramach „Studia Śląskie”. Ponownie wokół nich skupił swoich uczniów, dbając jednocześnie o poszerzenie tego grona o innych znakomitych znawców Śląska. Profesor Wysłouch kierował pismem do swojej śmierci w 1968 r. Po nim funkcję tę obejmowali kolejni wybitni znawcy Śląska: profesor Józef Kokot, profesor Karol Jonca, profesor Wiesław Lesiuk i doktor habilitowany Stanisław Senft. Od 1 lutego 2020 r. pismem kieruje dr Bartosz Kuświk. Na przestrzeni lat „Studia Śląskie” ukazywały się w różnej częstotliwości – odpowiednio jako półrocznik lub rocznik. Od 2013 roku powrócono do formuły wydawania dwóch tomów periodyku w ciągu roku kalendarzowego. W kolejnym roku przyjęto zasadę wydawania tomów z tematem przewodnim.
Obecnie „Studia Śląskie” udostępniają swoje łamy historykom, politologom, socjologom, ekonomom oraz innym naukowcom podejmującym w swych pracach najważniejsze problemy Śląska w historycznych granicach. Starają się być jednocześnie forum wymiany poglądów naukowców z Polski, Niemiec, Czech i innych krajów o kwestiach związanych z regionami, mniejszościami etnicznymi i problematyką narodową w Europie Środkowej.
Do 2020 r. w ramach serii nowej ukazało się 85 tomów pisma. Poszczególne tomy mają stałą strukturę z dwoma działami: „Artykuły” i „Miscellanea i materiały”. Od 2010 r. została wyróżniona również rubryka „Przeglądy”, gdzie publikowane są większe recenzje oraz informacje o projektach naukowych dotyczących Śląska i innych formach życia naukowego.
„Studia Śląskie” są indeksowane w Index Copernicus oraz w CEEOL – Central and Eastern European Online Library.

## Redaktorzy[4]

### Redaktorzy
- Seweryn Wysłouch ([t. I–III]: 1949–1953, Seria Nowa t. I–IX: 1958–1965, t. XI–XIV: 1967–1969)
- Kazimierz Orzechowski, Józef Popkiewicz, Franciszek Ryszka (t. X: 1966)
- Andrzej Brożek, Janusz Kroszel, Bolesław Reiner, Stanisław Rospond (Komitet Redakcyjny t. XV: 1969)

### Redaktorzy naczelni
- Józef Kokot (t. XVI–XXX: 1969–1976)
- Karol Jonca (t. XXXI–XLIII: 1977–1984)
- Janusz Kroszel (t. XLIV–L: 1986–1991)
- Krystian Heffner (t. LI–LIV: 1992–1995)
- Wiesław Lesiuk (t. LV–LX: 1997–2001)
- Stanisław Senft (t. LXI–LXXI: 2002–2012)
- Bernard Linek (t. LXXII–LXXXV: 2013–2019)
- Bartosz Kuświk (od t. 86–87: 2020)